# Edward Dołęga-Zakrzewski
Edward Wincenty Dołęga-Zakrzewski (ur. 3 października 1863 w Kosmaczewie, zm. 1944 w Warszawie) – ziemianin, działacz społeczny.

## Życiorys
Przyszedł na świat 3 października 1863 w Kosmaczewie, w zamożnej rodzinie ziemiańskiej. Jego rodzice – Jan i Eleonora z Zakrzewskich – byli właścicielami kilku majątków ziemskich w Płockiem.
Początkowe nauki pobierał w domu rodzinnym od zatrudnianych przez rodziców guwernerów. Następnie ukończył szkołę średnią w Płocku. Po osiągnięciu pełnoletniości przejął majątek Petrykozy. Około 1897 roku kupił, od Jodko-Narkiewiczów, dobra Majki składające się z folwarków Majki, Makomazy i Gutowo Stradzyno. Łącznie jego dobra ziemskie liczyły ok. 1200 hektarów.
Edward Dołęga-Zakrzewski poświęcił swoje życie służbie społecznej. Gdy tylko władze rosyjskie na to zezwoliły, w 1905 za własne pieniądze założył i ufundował szkołę powszechną w Słupi (pow. płocki). Wybudował budynek szkolny (z mieszkaniem dla nauczyciela) i wyposażył go w gospodarstwo rolne o powierzchni 10 ha. Ponadto założył w Słupi: Kółko Rolnicze, którego prezesem był 25 lat; kasę oszczędnościowo-pożyczkową typu Stefczyka, której prezesował; sklep spółdzielczy. Wybudował remizę dla straży ogniowej i dom ludowy w Słupi, w którym mieścił się sklep spółdzielczy z mieszkaniem, sala zebrań kółka rolniczego, kasa oszczędnościowo-pożyczkowa.
W latach I wojny światowej oraz w okresie międzywojennym należał do czynnych działaczy społecznych powiatu płockiego. W 1914 był członkiem Płockiego Powiatowego Komitetu Obywatelskiego. Należał do Rady Opiekuńczej Powiatu Płockiego. Odpowiedział aktywnie na apel „Ratujcie dzieci”, przeznaczając znaczne sumy na rzecz najbardziej potrzebującej dziatwy. Należąc do Związku Ludowo-Narodowego, rozwijał działalność na terenie pięciu gmin w Płockiem, gdzie miał znaczne wpływy. W 1920 bronił Płocka przed bolszewikami. Przez 20 lat był członkiem Sejmiku Powiatowego w Płocku, a przez 25 lat gminnej rady Majki z siedzibą w Łęgu.
Za działalność społeczną został odznaczony w 1939 Srebrnym Krzyżem Zasługi.
W Sylwestra 1939 został wraz z żoną wypędzony przez Niemców z domu.
Zmarł w czasie powstania warszawskiego w 1944.
W 1912 ożenił się z Zofią Jurzyńską, córką Stanisława, lekarza i ziemianina, z którą miał syna Jana Adalberta.